# أراكاوا أندر ذا بريدج
أراكاوا أندر ذا بريدج (باليابانية: 荒川アンダー ザ ブリッジ، بالروماجي: Arakawa Andā za Burijji) (بالإنجليزية: Arakawa Under the Bridge) هي سلسلة مانغا يابانية من تأليف ورسم هيكارو ناكامورا، نشرت من قبل سكوير إنكس في مجلة يونغ غاننغان، منذ 3 ديسمبر عام 2004 حتى 3 يوليو عام 2015. تم تجميع فصول في 15 مجلد تانكوبون،نشرت في، 25 اغسطس عام 2005 حتى 20 نوفمبر عام 2015. أنتجت إلى مسلسل أنمي ياباني تلفزيوني من قبل استوديو شافت. عرض الموسم الأول من الأنمي في 4 أبريل عام 2010 حتى 27 يونيو عام 2010. عرض الموسم الثاني في 3 أكتوبر عام 2010 حتى 26ديسمبر عام 2010. وتكون 26 حلقة.

## القصة
تدور أحداث القصة عن كو إيشينوميا هو ابن رجلا اعمال ثري، علمه والده منذ أن كان صغيرًا قاعدة واحدة: ألا يكون مدينًا لأي شخص آخر. في يوم من الأيام، بعد أن مشاجرة مع بعض الأطفال المتنمرين على جسر أراكاوا، انتهى به الأمر بالسقوط في نهر أراكاوا، وكاد أن يغرق، تنقذه فتاة مشردة ترتدي بدلة رياضية تدعى نينو، فأصبح مدين لها بحياته. سألها عن طريقة لسداد دينه لها، فطلبت منه أن يحبها. لكن ليس لديه خيار سوى القبول، مما يجبره على الخروج من منزله المريح وبدء حياة جديدة تحت الجسر!.

## الشخصيات
كو إيتشينوميا (باليابانية: 市ノ宮 行، بالروماجي: Ichinomiya Kō)
أداء صوتي: هيروشي كاميا
نينو (باليابانية: ニノ، بالروماجي: Nino)
أداء صوتي: مايا ساكاموتو
زعيم القرية (باليابانية: 村長، بالروماجي: Sonchō)
أداء صوتي: كيجي فوجيوارا
'هوشي (باليابانية: 星، بالروماجي: Hoshi)
أداء صوتي: توموكازو سوغيتا
الأخت (باليابانية: シスター، بالروماجي: Shisutā)
أداء صوتي: تاكيهيتو كوياسو
شيرو (باليابانية: シロ، بالروماجي: Shiro)
أداء صوتي: هوتشو أوتسوكا
ميتال برثرز (باليابانية: 鉄人兄弟، بالروماجي: Tetsujin Kyōdai)
أداء صوتي: ريوكو شينتاني، يوكو سانبي
بيكو (باليابانية: P子، بالروماجي: Pīko)
أداء صوتي: تشياكي أوميغاوا
ماريا (باليابانية: マリア، بالروماجي: Maria)
أداء صوتي: ميوكي ساواشيرو
ستيلا (باليابانية: ステラ، بالروماجي: Sutera)
أداء صوتي: تشيوا سايتو
سيكي إيتشينوميا (باليابانية: 市ノ宮 積، بالروماجي: Ichinomiya Seki)
أداء صوتي: ريكيا كوياما
تيروماسا تاكاي (باليابانية: 高井 照正، بالروماجي: Takai Terumasa)
أداء صوتي: تشو
شيمازاكي (باليابانية: 島崎، بالروماجي: Shimazaki)
أداء صوتي: ريه تاناكا
لست ساموراي(باليابانية: ラストサムラ イ، بالروماجي: Rasuto samurai)
أداء صوتي: يويتشي ناكامورا
بيلي (باليابانية: ビリー، بالروماجي: Birī)
أداء صوتي: فوميهيكو تاتشيكي
جاكلين (باليابانية: ジャクリーン، بالروماجي: Jakurīn)
أداء صوتي: يوكو غوتو
قائد قوات الدفاع عن الأرض (باليابانية: 地球防衛軍隊長، بالروماجي: Chikyuu Boueigun Taichō)
أداء صوتي: توموكازو سيكي
أمازونيس (باليابانية: アマゾネス، بالروماجي: Amazonesu)
أداء صوتي: يو كوباياشي

## وصلات خارجية
- أراكاوا أندر ذا بريدج على سكوير إنكس باللغة اليابانية
- أراكاوا أندر ذا بريدج على موقع Starchild باللغة اليابانية
- أراكاوا أندر ذا بريدج على موقع تلفزيون طوكيو باللغة اليابانية
- Drama website (MBS) باللغة اليابانية
- The bridge shown in the manga and anime from خرائط جوجل
- أراكاوا أندر ذا بريدج على موقع ANN manga (الإنجليزية)